# Quadra (album)
Pour les articles homonymes, voir Quadra.
Albums de Sepultura
Machine Messiah
(2017)
Quadra est le quinzième album studio du groupe de thrash metal brésilien Sepultura, sorti le 7 février 2020 sous le label Nuclear Blast.

## Liste des chansons[2]
| No  | Titre                                                   | Durée |
| --- | ------------------------------------------------------- | ----- |
| 1.  | Isolation                                               | 4:56  |
| 2.  | Means to an End                                         | 4:39  |
| 3.  | Last Time                                               | 4:27  |
| 4.  | Capital Enslavement                                     | 3:40  |
| 5.  | Ali                                                     | 4:12  |
| 6.  | Raging Void                                             | 3:57  |
| 7.  | Guardians of Earth                                      | 5:11  |
| 8.  | The Pentagram                                           | 5:20  |
| 9.  | Autem                                                   | 4:06  |
| 10. | Quadra                                                  | 0:46  |
| 11. | Agony of Defeat (Bonus)                                 | 5:51  |
| 12. | Fear, Pain, Chaos, Suffering (featuring Emmily Barreto) | 4:09  |

| 1. | Choke                   | 3:46 |
| 2. | Convicted in Life       | 3:31 |
| 3. | Sepulnation             | 4:41 |
| 4. | Apes of God             | 3:22 |
| 5. | Sepultura Under My Skin | 3:45 |
| 6. | Manipulation of Tragedy | 4:19 |
| 7. | The Vatican             | 6:34 |
| 8. | Cut-Throat              | 2:55 |

## Crédits
- Derrick Green - chant
- Andreas Kisser - guitare
- Paulo Jr. - guitare basse
- Eloy Casagrande - batterie, percussions